# Đường cao tốc Cam Lâm – Vĩnh Hảo

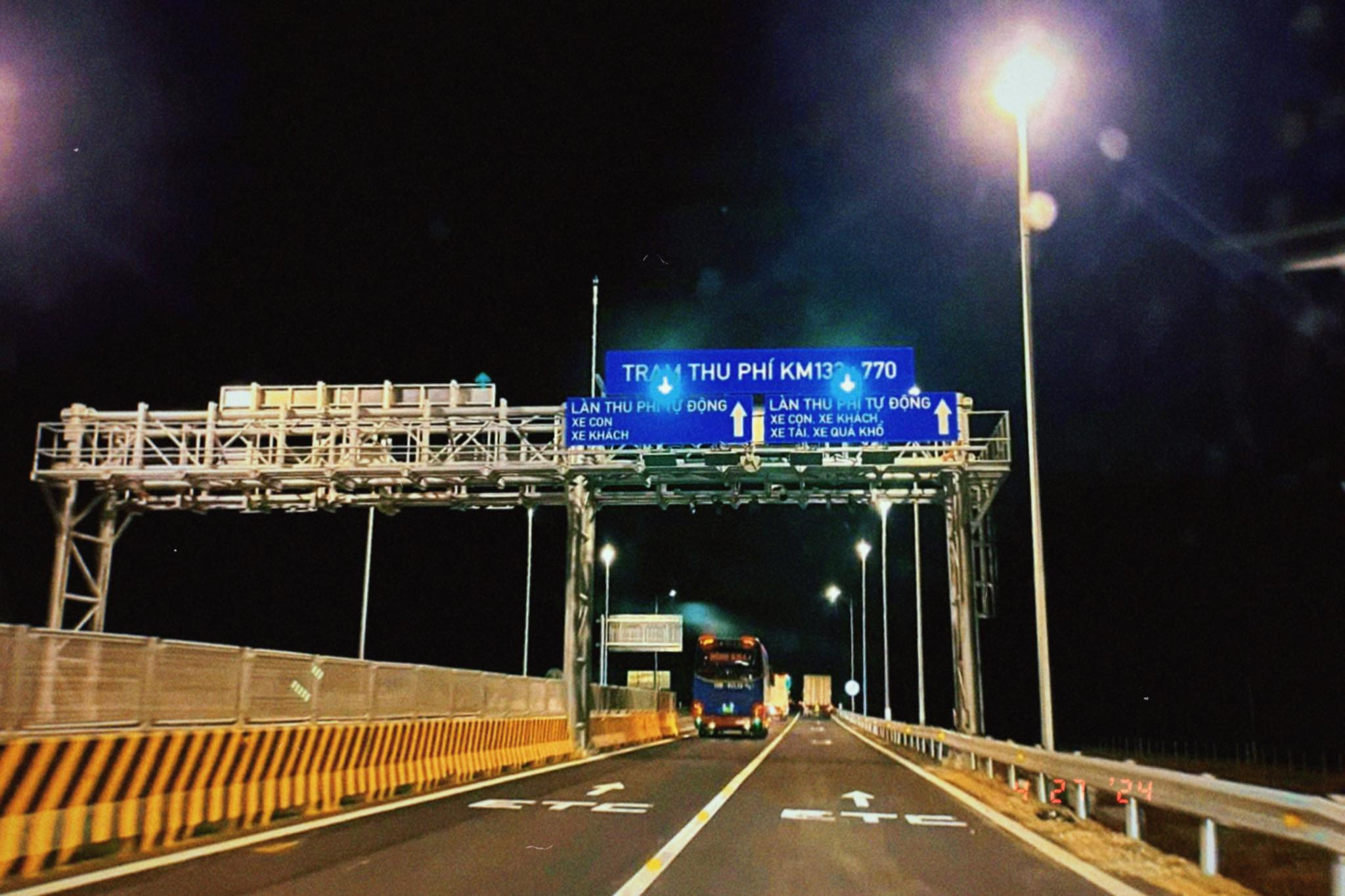
Trạm Thu phí Km133+770 tại Nút giao Vĩnh Hảo (cuối tuyến cao tốc)

Đường cao tốc Cam Lâm – Vĩnh Hảo (ký hiệu toàn tuyến là CT.01) là một đoạn đường cao tốc thuộc hệ thống đường cao tốc Bắc – Nam phía Đông qua địa phận hai tỉnh Khánh Hòa và Lâm Đồng.

## Quy hoạch
Theo Nghị quyết số 52/2017/QH14, đường cao tốc Cam Lâm – Vĩnh Hảo có chiều dài là 91 km, điểm đầu tại huyện Cam Lâm, tỉnh Khánh Hòa. Tuy nhiên theo Quyết định 1454/QĐ–TTg, tuyến đường có tổng chiều dài là 79 km, điểm đầu tại huyện Cam Ranh, tỉnh Khánh Hòa; tuy nhiên tên của tuyến đường vẫn giữ nguyên là Đường cao tốc Cam Lâm – Vĩnh Hảo.

## Thiết kế
Tuyến đường dài 78,5 km, trong đó đoạn đi qua Khánh Hòa dài 67,5 km và đoạn đi qua Lâm Đồng dài 11 km, điểm đầu tại nút giao Cam Lâm (liên kết với quốc lộ 27B) tại xã Nam Cam Ranh, Khánh Hòa, nối tiếp với đường đường cao tốc Nha Trang – Cam Lâm và điểm cuối tại nút giao Vĩnh Hảo (kết nối với Quốc lộ 1) tại Lâm Đồng, kết nối với đường cao tốc Vĩnh Hảo – Phan Thiết. Tuyến cao tốc có bề rộng nền đường 17m, thiết kế 4 làn xe không có làn dừng khẩn cấp, bố trí một số điểm dừng khẩn cấp cách quãng 4 – 5km/1 điểm, vận tốc 90 km/h; giai đoạn hoàn chỉnh sẽ mở rộng nền đường lên 32,35 m, quy mô 6 làn xe, vận tốc 100-120km/h. Trên tuyến có hầm Núi Vung dài 2,2 km, quy mô giai đoạn hoàn chỉnh ba làn xe mỗi hầm, bề rộng 14 m tại ranh giới hai tỉnh Khánh Hòa và Lâm Đồng; trong giai đoạn đầu sẽ khai thác 1 hầm được thiết kế 2 làn xe 2 chiều, hầm còn lại được sử dụng làm hầm cứu nạn, vận tốc tối đa 70 km/h.

## Xây dựng
Tuyến đường có tổng mức đầu tư 8.925 tỷ đồng theo hình thức PPP (hợp đồng BOT); do liên danh Công ty Cổ phần Tập đoàn Đèo Cả – Công ty Cổ phần Xây dựng Đèo Cả – Công ty cổ phần Tổng công ty Đầu tư Xây dựng 194, liên danh này đã thành lập Công ty Cổ phần Cao tốc Cam Lâm – Vĩnh Hảo để quản lý và thực hiện dự án. Đường cao tốc này đã được khởi công vào tháng 9 năm 2021,, thông xe tạm thời phân đoạn dài 38,8km từ nút giao Cam Ranh đến Quốc lộ 27 vào ngày 7 tháng 2 đến 21 tháng 2 năm 2024 để phục vụ người dân vùng duyên hải Nam Trung Bộ lưu thông vào dịp Tết Giáp Thìn 2024. Thông xe chính thức toàn tuyến vào ngày 26 tháng 4 và chính thức khánh thành vào ngày 28 tháng 4 năm 2024 cùng với đường cao tốc Diễn Châu – Bãi Vọt. Dự án đã kết nối đoạn cuối cùng để tạo thành đường cao tốc hoàn chỉnh kết nối trực tiếp từ Thành phố Hồ Chí Minh đến Nha Trang. Tuyến cao tốc chính thức đưa vào thu phí từ ngày 28 tháng 5 năm 2024.

## Chi tiết tuyến đường

Bảng thông tin tốc độ cao tốc (Trừ đoạn hầm Núi Vung)

### Làn xe
- 4 làn xe, có điểm dừng khẩn cấp
- Hầm Núi Vung: 2 làn xe, đường dẫn 4 làn xe

### Chiều dài
- Toàn tuyến: 78,5 km

### Tốc độ giới hạn
- Tối đa: 90 km/h, Tối thiểu: 60 km/h
- Hầm Núi Vung: Tối đa: 70 km/h, Tối thiểu: 50 km/h

### Trạm dừng nghỉ
Vị trí:Km113 dưới chân cầu vượt nút giao tỉnh lộ 709
Để giải quyết nhu cầu dừng nghỉ của người đi đường trong lúc chưa có trạm dừng nghỉ chính thức, thực hiện chỉ đạo của Bộ GTVT, nhà đầu tư là Tập đoàn Đèo Cả đã tự bỏ kinh phí để đầu tư xây dựng trạm dừng nghỉ tạm trên cao tốc tại Km113 dưới chân cầu vượt nút giao tỉnh lộ 709, huyện Thuận Nam (tỉnh Ninh Thuận).Sau hơn ba tháng đưa vào khai thác trạm dừng nghỉ tạm luôn tấp nập ra vào. Nhiều tài xế, du khách ngỡ ngàng bởi dù là trạm dừng nghỉ tạm nhưng bãi đỗ xe rộng rãi, phòng chờ, nhà vệ sinh có máy lạnh, hệ thống chiếu sáng ban đêm luôn sáng đèn sử dụng năng lượng mặt trời, thân thiện môi trường.

### Đường hầm
| Tên hầm      | Vị trí                                                           | Chiều dài | Năm hoàn thành | Ghi chú                                                                |
| ------------ | ---------------------------------------------------------------- | --------- | -------------- | ---------------------------------------------------------------------- |
| Hầm Núi Vung | Phước Hà, Thuận Nam, Ninh Thuận Phan Dũng, Tuy Phong, Bình Thuận | 2.2km     | 2024           | Ranh giới Ninh Thuận – Bình Thuận Hoàn thiện 1 nhánh hầm ở giai đoạn 1 |

## Lộ trình chi tiết
- IC - Nút giao, JCT - Điểm lên xuống, SA - Khu vực dịch vụ (Trạm dừng nghỉ), TN - Hầm đường bộ, TG - Trạm thu phí, BR - Cầu
- Đơn vị đo khoảng cách là km.

| Ký hiệu                                                   | Tên                                                     | Khoảng cách từ đầu tuyến                                | Kết nối                                                 | Ghi chú                                                  | Vị trí                                                  | Vị trí                                                  |
| Kết nối trực tiếp với Đường cao tốc Nha Trang – Cam Lâm   | Kết nối trực tiếp với Đường cao tốc Nha Trang – Cam Lâm | Kết nối trực tiếp với Đường cao tốc Nha Trang – Cam Lâm | Kết nối trực tiếp với Đường cao tốc Nha Trang – Cam Lâm | Kết nối trực tiếp với Đường cao tốc Nha Trang – Cam Lâm  | Kết nối trực tiếp với Đường cao tốc Nha Trang – Cam Lâm | Kết nối trực tiếp với Đường cao tốc Nha Trang – Cam Lâm |
| --------------------------------------------------------- | ------------------------------------------------------- | ------------------------------------------------------- | ------------------------------------------------------- | -------------------------------------------------------- | ------------------------------------------------------- | ------------------------------------------------------- |
| 1                                                         | IC Cam Ranh                                             | 49.1                                                    | Quốc lộ 27B                                             | Đầu tuyến đường cao tốc                                  | Khánh Hòa                                               | Nam Cam Ranh                                            |
| BR                                                        | Cầu Sông Trầu                                           | ↓                                                       |                                                         | Vượt sông Trầu                                           | Khánh Hòa                                               | Công Hải                                                |
| 2                                                         | IC Du Long                                              | 65.3                                                    | Quốc lộ 1                                               |                                                          | Khánh Hòa                                               | Thuận Bắc                                               |
| SA                                                        | Trạm dừng nghỉ                                          | 67.5                                                    |                                                         | Hướng Bắc - Nam Chưa thi công                            | Khánh Hòa                                               | Thuận Bắc                                               |
| 3                                                         | IC Phan Rang                                            | 87.9                                                    | Quốc lộ 27                                              |                                                          | Khánh Hòa                                               | Đô Vinh                                                 |
| BR                                                        | Cầu Sông Dinh                                           | ↓                                                       |                                                         | Vượt sông Dinh                                           | Khánh Hòa                                               | Ranh giới Đô Vinh – Phước Hậu                           |
| BR                                                        | Cầu Sông Giá                                            | ↓                                                       |                                                         | Vượt sông Giá                                            | Khánh Hòa                                               | Phước Hậu                                               |
| SA                                                        | Trạm dừng nghỉ tạm                                      | 113.0                                                   | Phước Hữu                                               |                                                          | Khánh Hòa                                               |                                                         |
| 4                                                         | IC Thuận Nam                                            |                                                         | Đường tỉnh 709                                          | Chưa thi công                                            | Khánh Hòa                                               | Phước Hà                                                |
| TN                                                        | Hầm đường bộ Núi Vung                                   | ↓                                                       |                                                         | Chiều dài 2.3 km Hoàn thiện 1 nhánh hầm ở giai đoạn 1    | Ranh giới Khánh Hòa – Lâm Đồng                          | Ranh giới Khánh Hòa – Lâm Đồng                          |
| TG                                                        | Trạm thu phí Km133+770                                  | 133.8                                                   |                                                         | Thu phí liên thông với đường cao tốc Nha Trang – Cam Lâm | Lâm Đồng                                                | Tuy Phong                                               |
| 5                                                         | IC Vĩnh Hảo                                             | 135.0                                                   | Quốc lộ 1                                               | Cuối tuyến đường cao tốc                                 | Lâm Đồng                                                | Vĩnh Hảo                                                |
| Kết nối trực tiếp với Đường cao tốc Vĩnh Hảo – Phan Thiết |                                                         |                                                         |                                                         |                                                          |                                                         |                                                         |
| 1.000 mi = 1.609 km; 1.000 km = 0.621 mi                  |                                                         |                                                         |                                                         |                                                          |                                                         |                                                         |